# La Baroche-sous-Lucé
La Baroche-sous-Lucé is een plaats en voormalige gemeente in het Franse departement Orne in de regio Normandië en telt 433 inwoners (1999). De plaats maakt deel uit van het arrondissement Alençon.

## Geschiedenis
La Baroche-sous-Lucé is op 1 januari 2016 gefuseerd met de gemeenten Beaulandais, Juvigny-sous-Andaine, Loré, Lucé, Saint-Denis-de-Villenette en Sept-Forges tot de gemeente Juvigny Val d'Andaine. 

## Geografie
De oppervlakte van La Baroche-sous-Lucé bedraagt 22,0 km², de bevolkingsdichtheid is 19,7 inwoners per km².
De onderstaande kaart toont de ligging van La Baroche-sous-Lucé met de belangrijkste infrastructuur en aangrenzende gemeenten.

## Demografie
Onderstaande figuur toont het verloop van het inwonertal (bron: INSEE-tellingen).
La Baroche-sous-Lucé · Beaulandais · Juvigny-sous-Andaine · Loré · Lucé · Saint-Denis-de-Villenette · Sept-Forges